# Tieste-Uragnoux
Tieste-Uragnoux is een gemeente in het Franse departement Gers (regio Occitanie) en telt 134 inwoners (2004). De plaats maakt deel uit van het arrondissement Mirande.

## Geografie
De oppervlakte van Tieste-Uragnoux bedraagt 6,2 km², de bevolkingsdichtheid is 21,6 inwoners per km².

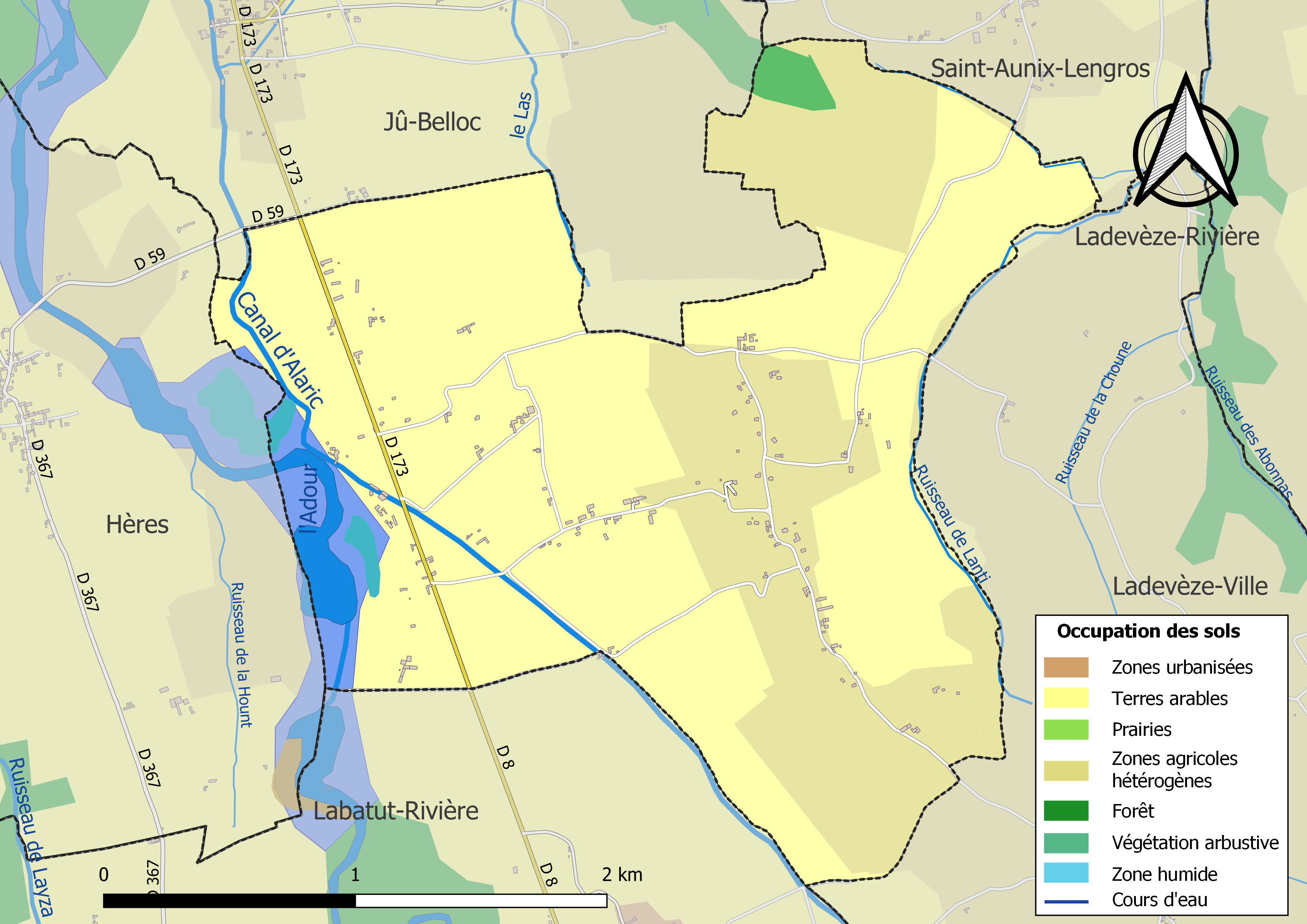
Kaart van de gemeente met belangrijkste infrastructuur, bodemgebruik en omliggende gemeenten

De onderstaande kaart toont de ligging van Tieste-Uragnoux met de belangrijkste infrastructuur en aangrenzende gemeenten.

## Demografie
Onderstaande figuur toont het verloop van het inwonertal (bron: INSEE-tellingen).